# Takehisa Yumeji
Takehisa Yumeji (竹久 夢二,?   16 de septiembre de 1884 – 1 de septiembre de 1934) fue un pintor japonés. 

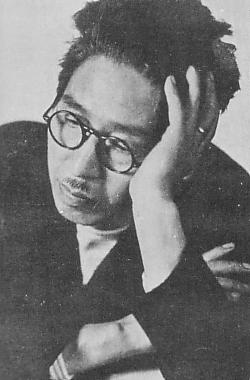
Yumeji Takehisa.

Es conocido principalmente por sus trabajos de estilo Nihonga.

## Biografía
Nació en Oku (actual Setouchi), en la prefectura de Okayama. 
En 1901 se trasladó a Tokio. Estando en la capital, asistió a la Escuela de negocios Waseda. En esta época tuvo tempranas influencias socialistas. Durante sus primeros años tuvo la intención de convertirse en un poeta, pero sabiendo que no podría ganarse la vida como poeta, comenzó a hacer grabados. Nunca estudió dibujo en alguna escuela de pintura, o estuvo formalmente bajo la enseñanza de un maestro. Fue más bien un artista autodidacta. De hecho, Takehisha odiaba el concepto del "artista", sintiendo que la mayoría de artistas de su tiempo eran bastante pretenciosos, lo que daba lugar a que recibieran malas críticas por parte de la llamada "élite". Fuera de los círculos de arte, las obras de Takehisa adquiridas gozaban de una gran popularidad entre el público corriente y hasta la fecha sigue teniendo numerosos seguidores en Japón y en el extranjero. Con ello, Takehisa se convirtió en uno de los artistas japoneses más famosos de finales de la Era Meiji y la Era Taishō. A pesar de su fama, no fue aceptado en los círculos artísticos y su personal era complicada. En 1932, cansado, quizás enfermo y poco receptivo al creciente militarismo que impregnaba al país, Takehisa viajó a los Estados Unidos y posteriormente, en 1933, a Europa.
A su regreso a Japón, Takehisa ingresó en un sanatorio. Falleció poco después, en 1934, por tuberculosis.
La casa en la que vivió durante su infancia ha sido preservada y se encuentra abierta a los visitantes.

## Trabajos

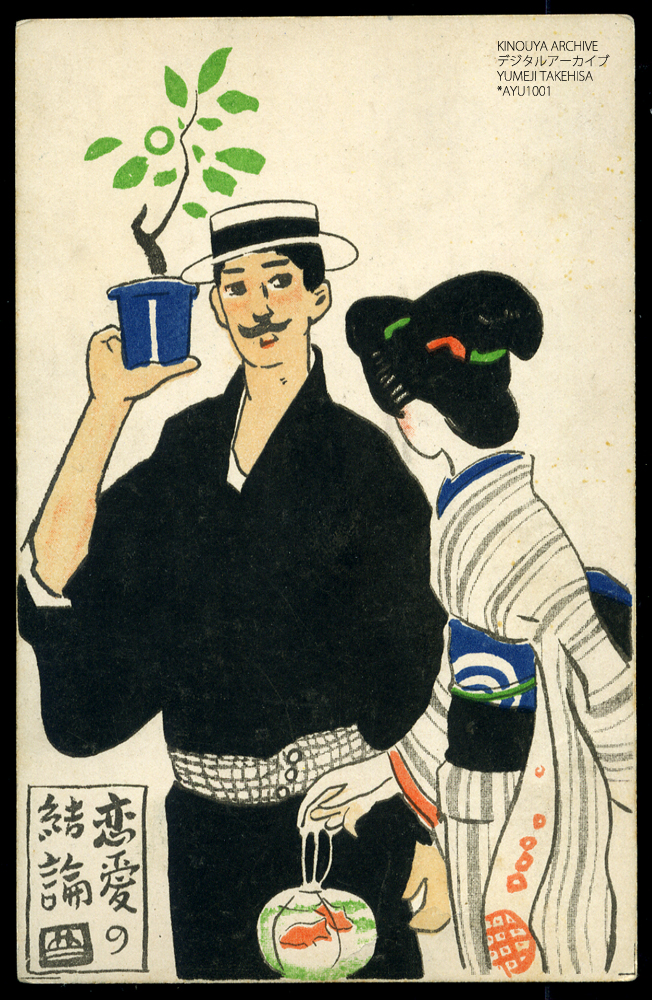
Postal de 1910
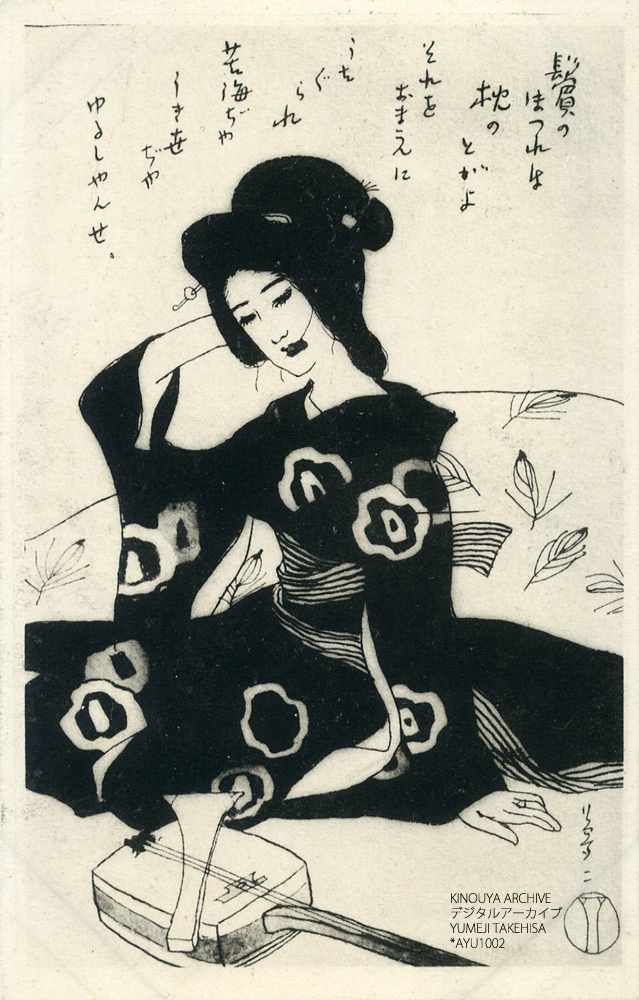
Postal de 1912
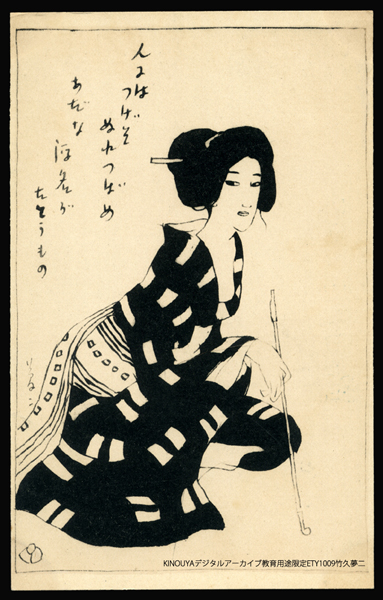
Postal de 1913
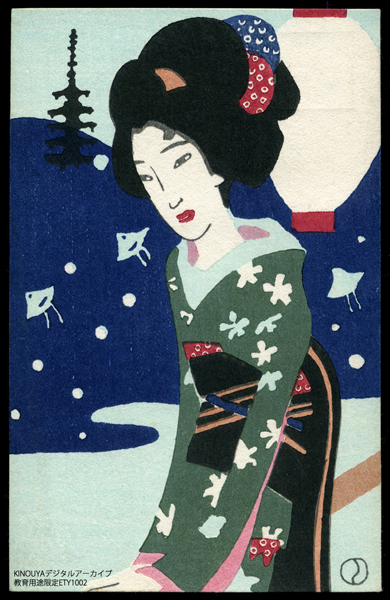
Postal, circa 1930
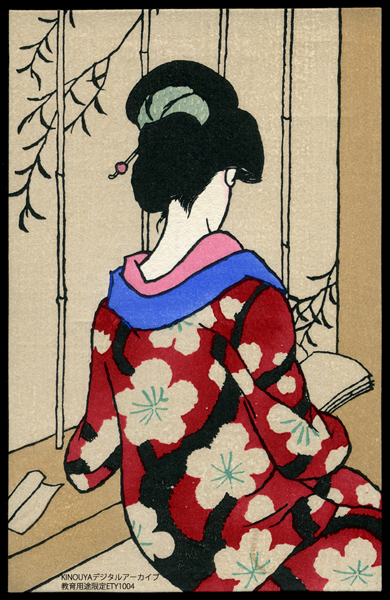
Postal, circa 1930